# Посольство України в Габоні
Посольство України в Габонські Республіці — колишня дипломатична місія України в Габоні, яка існувала в 2007—2012 роках та знаходилася в місті Лібревіль.

## Завдання посольства
Основним завдання Посольства України в Лібревілі було: представництво інтересів України, сприяння розвиткові політичних, економічних, культурних, наукових та інших зв'язків, а також захист прав та інтересів громадян і юридичних осіб України, які перебувають на території Габону та Конго.
Посольство сприяло розвиткові міждержавних відносин між Україною і Габоном на всіх рівнях, з метою забезпечення гармонійного розвитку взаємних відносин, а також співробітництва з питань, що становлять взаємний інтерес.

## Історія дипломатичних відносин
Габонська Республіка визнала незалежність України 10 січня 1992 року. Дипломатичні відносини між Україною і Габоном встановлені 1 вересня 1993 року..
Посольство України в Габоні було відкрито в жовтні 2007 року та припинило існування в червні 2012 року. Відтоді інтереси України в Габоні представляє посольство України в Сенегалі.

## Керівники дипломатичної місії
1. Мішустін Сергій Васильович (2007[3]–2011[4])
2. Голубнича Ірина Валентинівна (2011—2012) т.п.

Після закриття посольства послом України в Габоні за сумісництвом є Посол України в Сенегалі з резиденцією в Дакарі